# Trung tâm Huấn luyện Quốc gia Chi Lăng
Trung tâm Huấn luyện Quốc gia Chi Lăng (còn gọi là Quân trường Chi Lăng, Trại Biệt kích Thất Sơn hoặc Sân bay Thất Sơn) là cơ sơ đào tạo quân nhân của Quân lực Việt Nam Cộng hòa (QLVNCH) tại thị trấn Chi Lăng, tỉnh Châu Đốc, Việt Nam Cộng hòa.

## Lịch sử
Trung tâm này nằm cách vùng biên giới Campuchia khoảng mười hai kilômét (7,5 mi) về phía đông bắc dãy Thất Sơn và cách tỉnh Châu Đốc 22 kilômét (14 mi) về phía nam-tây nam.
Ban đầu, Biệt đội A-432 Liên đoàn 5 Biệt kích quân Mỹ sử dụng trung tâm này làm Trại Biệt kích Thất Sơn. Sau đó, nơi đây được Đội Cố vấn 61 của QLVNCH và MACV tiếp quản dùng làm trung tâm huấn luyện chính của QLVNCH tại Quân đoàn IV.
Tháng 1 năm 1971, Đội Huấn luyện Lục quân New Zealand số 1 tại Việt Nam (1 NZATTV) gồm 25 người, bao gồm những thành viên từ các binh chủng khác nhau của Lục quân New Zealand được triển khai đến trung tâm này nhằm hỗ trợ Đội Huấn luyện Lục quân Mỹ trong việc huấn luyện các đơn vị QLVNCH.:474–5 Đội phụ trách công tác huấn luyện sĩ quan chỉ huy cấp trung đội QLVNCH về vũ khí và chiến thuật, quy mô lớp học lên tới 150 người nhưng số người tham dự ít và trải qua chín khóa học mà chỉ có 634 người được huấn luyện mà thôi. Nhiều huấn luyện viên nhận định người lính VNCH không quan tâm đến việc chiến đấu.:477
Ngày 9 tháng 1 năm 1972, có hai tiểu đoàn QLVNCH từ các sư đoàn khác nhau đã tranh chấp về khẩu phần gạo của họ dẫn đến một cuộc đấu súng khiến hai người thiệt mạng và 12 người bị thương.:479
1 NZATTV vẫn ở lại Chi Lăng cho đến khi họ phải triệt thoái như một phần trong đợt rút quân chung của quân đội New Zealand rời khỏi miền Nam Việt Nam vào tháng 12 năm 1972.:486
Trại Thất Sơn được dùng làm hình mẫu cho trại Phan Châu hư cấu trong cuốn sách The Green Berets của Robin Moore.